# SN 2010gy
SN 2010gy – supernowa typu Ia odkryta 5 sierpnia 2010 roku w galaktyce A022712-0432. W momencie odkrycia miała maksymalną jasność 20,80m.